# Jessie Cross
Jessie Cross   (Nova York, 14 d'abril de 1909 - Los Angeles, 29 de març de 1986) va ser una atleta estatunidenca, especialista en els 100 metres llisos, que va arribar a ser subcampiona olímpica l'any 1928.

## Carrera esportiva
En els jocs olímpics d'Àmsterdam de 1928 va guanyar la medalla de plata en els 4x100 metres relleus, arribant a la meta després de Canadà, que va batre el rècord mundial amb un temps de 48.4 segons, amb una marca de 48.8 segons, just per davant d'Alemanya (que va ser bronze amb 49.0 segons), sent les seves companyes d'equip: Loretta McNeil, Betty Robinson i Mary Washburn.